# Tellervo melissina
Tellervo melissina är en fjärilsart som beskrevs av Rothschild 1915. Tellervo melissina ingår i släktet Tellervo och familjen praktfjärilar. Inga underarter finns listade i Catalogue of Life.